# オーバープロビジョン
オーバープロビジョン (over-provisioning, 過剰投資) とは、コンピュータネットワークにおいて、トラフィックに対して必要量をこえる通信帯域などの資源をあたえることによって、予測をこえるトラフィックが流れても QoS (通信品質) を保証できるようにすることをいう。
オーバープロビジョンは小規模ネットワークではある程度有効だが、トラフィックの集中は予測できない。また、広域ネットワークではコストがかかる。しかし、効果的な QoS を実現するにはある程度の余裕、すなわちオーバープロビジョンが必要である。QoS とオーバープロビジョンは二者択一の方法ではなく、コストと運用を考慮したバランスを取ることが重要である。